# FINA Open Water Swimming Grand Prix 2017
De FINA Grand Prix openwaterzwemmen 2017 ging van start op 5 februari 2017 in het Argenteinse Santa Fe en eindigde op 3 september 2017 in het Italiaanse Napels. 

## Mannen

### Kalender
| Datum      | Plaats         | Afstand | Eerste               | Tijd       | Tweede           | Tijd       | Derde             | Tijd       |
| ---------- | -------------- | ------- | -------------------- | ---------- | ---------------- | ---------- | ----------------- | ---------- |
| 05/02/2017 | Santa Fe       | 57 km   | Damián Blaum         | 8.28.16,14 | Edoardo Stochino | 8.33.50,43 | Evgenij Pop Acev  | 8.33.50,75 |
| 29/07/2017 | Lac St-Jean    | 32 km   | Guillermo Bertola    | 6.19.23,10 | Philippe Guertin | 6.19.27,90 | Evgenij Pop Acev  | 6.19.30,30 |
| 19/08/2017 | Meer van Ohrid | 30 km   | Alexander Studzinski | 5.15.14,00 | Evgenij Pop Acev | 5.15.15,00 | Guillermo Bertola | 5.15.16,00 |
| 03/09/2017 | Capri - Napels | 16 km   | Matteo Furlan        | 3.53.37,00 | Andrea Bianchi   | 3.54.43,00 | Guillermo Bertola | 3.54.02,00 |

### Eindstand
| #  | Naam                       | Land       | Punten |
| -- | -------------------------- | ---------- | ------ |
| 1  | Evgenij Pop Acev           | Macedonië  | 43     |
| 1  | Guillermo Bertola          | Argentinië | 43     |
| 3  | Damián Blaum               | Argentinië | 34     |
| 4  | Alexander Studzinski       | Duitsland  | 32     |
| 5  | Edoardo Stochino           | Italië     | 28     |
| 6  | Xavier Desharnais          | Canada     | 23     |
| 7  | Matheus Emerim Evangelista | Brazilië   | 16     |
| 8  | Edouard Lehoux             | Frankrijk  | 14     |
| 9  | Aquiles Balaudo            | Argentinië | 12     |
| 10 | Aleksandar Ilievski        | Macedonië  | 10     |
| 11 | Bertrand Venturi           | Frankrijk  | 9      |
| 12 | Matias Diaz Hernández      | Argentinië | 7      |
| 13 | Luciano Nicolas Segurado   | Argentinië | 6      |

## Vrouwen

### Kalender
| Datum      | Plaats         | Afstand | Eerste            | Tijd       | Tweede           | Tijd       | Derde            | Tijd       |
| ---------- | -------------- | ------- | ----------------- | ---------- | ---------------- | ---------- | ---------------- | ---------- |
| 05/02/2017 | Santa Fe       | 57 km   | Barbara Pozzobon  | 8.53.42,79 | Alice Franco     | 9.01.20,70 | Aurélie Muller   | 9.05.13,68 |
| 29/07/2017 | Lac St-Jean    | 32 km   | Martina Grimaldi  | 6.45.59,50 | Barbara Pozzobon | 6.49.47,50 | Alice Franco     | 6.59.14,60 |
| 19/08/2017 | Meer van Ohrid | 30 km   | Barbara Pozzobon  | 5.15.51,00 | Alice Franco     | 5.16.24,00 | Martina Grimaldi | 5.22.20,00 |
| 03/09/2017 | Capri - Napels | 16 km   | Ana Marcela Cunha | 3.58.43,00 | Alice Franco     | 4.09.16,00 | Ilaria Raimondi  | 4.13,31,00 |

### Eindstand
| # | Naam               | Land       | Punten |
| - | ------------------ | ---------- | ------ |
| 1 | Barbara Pozzobon   | Italië     | 56     |
| 2 | Alice Franco       | Italië     | 49     |
| 3 | Martina Grimaldi   | Italië     | 46     |
| 4 | Pilar Geijo        | Argentinië | 25     |
| 5 | Anna Mankevich     | Rusland    | 24     |
| 6 | Rita Vanesa Garcia | Argentinië | 2      |